# GreenGT H2 Speed
 (juillet 2018).
La GreenGT H2 Speed est une supercar à pile à combustible à hydrogène conçue par les entreprises Pininfarina et GreenGT et présentée en 2016.

## Présentation

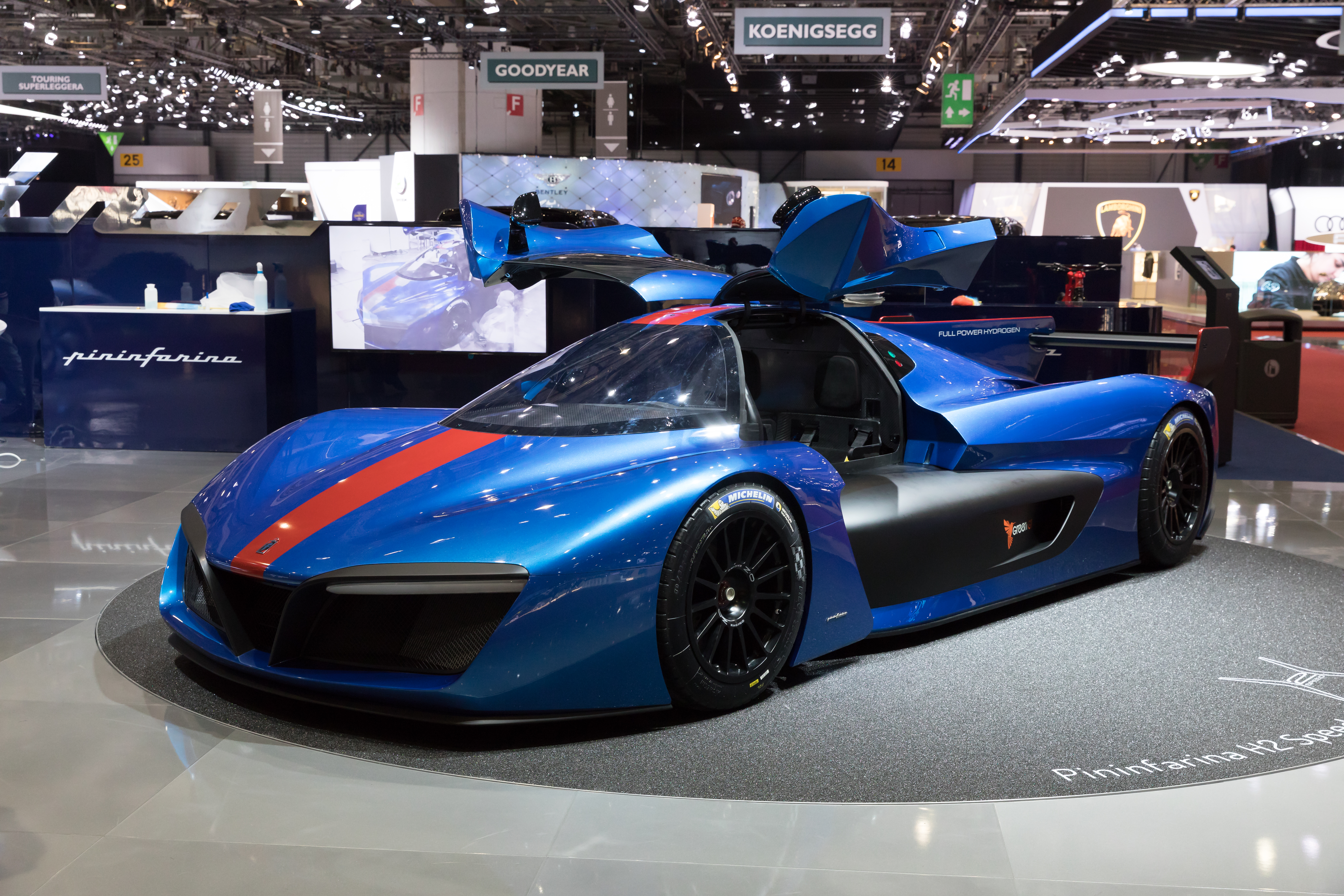
Pininfarina H2 Speed

La H2 Speed est la première voiture à hautes performances propulsée par une pile à combustible à hydrogène. 
La voiture est dévoilée le 1er mars 2016 dans le cadre 86e Salon International de l’Automobile de Genève. Jusqu’au 13 mars suivant, elle est ainsi présentée aux visiteurs qui franchisent les grilles de Palexpo.